# گردویشه
طبیعت و آب و هوای کم نظیر این روستای توریستی جذب کننده بسیاری از مردم استان گیلان و استان های مجاور شده.
==== گردویشه، روستایی از توابع شهرستان رودبار گیلان است ؛ ساکنین این روستا کورد زبان هستند و به کوردی (اکثریت قاطع کورمانجی ،شکاک و‌اقلیتی سورانی ) تکلم می‌کنند

## جمعیت
این روستا در دهستان خورگام قرار دارد و براساس سرشماری مرکز آمار ایران در سال ۱۳۸۵، جمعیت آن ۲۲۱ نفر (۶۶خانوار) بوده‌است.

## دسترسی به روستای گردویشه
گیلان رستم آباد،توتکابن،جاده زیبای بره سر.